# Reithrodontomys megalotis
Reithrodontomys megalotis — невелика неотомна миша, яка поширена на більшій частині західних Сполучених Штатів. Його ареал простягається від південного заходу Британської Колумбії та південного сходу Альберти безперервно до західного Техасу, північного сходу Арканзасу, північного заходу Індіани, південного заходу Вісконсіна та внутрішньої частини Мексики до Оахаки.

## Морфологічна характеристика
У R. megalotis бурувате хутро з жовто-бурими боками, біле черевце і нечітка біла смужка на хутрі вздовж хребта. Цей вид є невеликим гризуном із загальною довжиною від 114 до 154 мм, включаючи хвіст від 50 до 83 мм. Зріла миша важить від 9 до 22 грамів. Статевий диморфізм у цього виду відсутній. Є досить багато варіацій, наприклад, світла пляма на грудях, в залежності від популяції. Диплоїдний набір хромосом містить 42 хромосоми (2n=42).

## Поведінка
R. megalotis веде нічний спосіб життя, особливо інтенсивна активність у дуже темні ночі. Ця миша особливо винахідлива, користуючись наземними смугами інших гризунів. Це також дуже спритний альпініст. Коли температура досягає певного градуса, R. megalotis впадає в сон, але вченим ще належить визначити, чи впадає вона в справжню сплячку. Ця миша будує сферичні гнізда діаметром близько 125 мм. Ці гнізда можна знайти на землі або під деревами, колодами або рослинами, які допомагають захиститися від хижаків. Гнізда також можна знайти над землею або в норах. Зазвичай біля основи гнізда є одна або кілька точок доступу. Це травоїдна тварина, дієта якої складається переважно з насіння та зерна різних рослин. Готуючись до осені та зими, західна зернова миша зберігає свою їжу вздовж стежок, створених на полях, які вона займає, і в підземних сховищах.

## Розмноження
Гнізда для розмноження — це кулясті конструкції, сплетені з трави або іншого рослинного матеріалу. Гніздо має діаметр приблизно 13 сантиметрів і вистелене більш пухким матеріалом із волокнистих рослин. Гніздо може мати один або кілька входів біля основи. Найчастіше гніздо будують на землі в захищеній зоні, наприклад, у чагарнику або біля поваленого дерева. Однак миша час від часу розміщує гніздо над землею в чагарнику.
Розмножується з ранньої весни до пізньої осені, зі зниженою активністю в середині літа. Вагітність триває 23–24 дні. Повторне запліднення часто відбувається відразу після пологів. Нерідко самиця має від десяти до чотирнадцяти послідів на рік, із типовим розміром виводку від двох до шести особин. Однак може мати місце до дев’яти нащадків. Новонароджені мишенята важать приблизно 1.0–1.5 грама.